# Iza Calzado
Maria Izadora Ussher Calzado (sinh ngày 12 tháng 8 năm 1982 tại thành phố Quezon,Philippines). Là một diễn viên, người mẫu, người dẫn chương trình của Philippines. Cô đóng vai Maita San Miguel trong bộ phim nữ hoàng sắc đẹp. Và bắt đầu từ bộ phim đấy trở đi, cô nổi tiếng hơn.

## Tiểu sử
Khi Iza Calzado chào đời,bố mẹ của cô đặt tên cho cô theo tên của vũ công Isadora Duncan.Cha cô là biên đạo múa và cũng là giám đốc sản xuất phim.Mẹ của cô là Lito Calzado.Anh trai của Iza là Mary Ann Ussher. Calzado.

## Phim truyền hình
| Phim truyền hình | Phim truyền hình                                             | Phim truyền hình                       | Phim truyền hình   |
| Năm              | Phim                                                         | Vai trò                                | Hãng phim sản xuất |
| ---------------- | ------------------------------------------------------------ | -------------------------------------- | ------------------ |
| 2012             | Kapag Puso'y Sinugatan                                       | TBA                                    | ABS-CBN            |
| 2012             | Kapamilya Deal or No Deal                                    | Player                                 | ABS-CBN            |
| 2012             | The Biggest Loser: Pinoy Edition                             | Herself - Host                         | ABS-CBN            |
| 2012             | Pinoy Big Brother                                            | Guest/Co-Host                          | ABS-CBN            |
| 2012             | Sarah G. Live                                                | Guest Co-Host                          | ABS-CBN            |
| 2012             | Maalaala Mo Kaya: Cross-stitch                               | Liza                                   | ABS-CBN            |
| 2012             | Gandang Gabi, Vice!                                          | Guest                                  | ABS-CBN            |
| 2012             | ASAP 2012                                                    | Co-Host - Performer                    | ABS-CBN            |
| 2011-2012        | Showbiz Exclusives                                           | Herself - Host                         | GMA News TV        |
| 2011             | Eat Bulaga                                                   | Herself - Host                         | GMA Network        |
| 2011             | Andres de Saya                                               | Matilde Golpe de Oro                   | GMA Network        |
| 2011             | I Heart You, Pare!                                           | Tonette/Tonya                          | GMA Network        |
| 2010–2012        | Party Pilipinas                                              | Herself - Host                         | GMA Network        |
| 2010             | Nữ hoàng sắc đẹp                                             | Maita San Miguel                       | GMA Network        |
| 2010             | The Sweet Life                                               | Herself - Host                         | QTV                |
| 2010             | Pilyang Kerubin                                              | Sandra Esteban                         | GMA Network        |
| 2010             | Claudine Presents: Sapi                                      | Teresa                                 | GMA Network        |
| 2010             | Healthy Cravings                                             | Herself - Host                         | QTV                |
| 2010             | Panday Kids                                                  | Maria Makiling                         | GMA Network        |
| 2009             | StarStruck V                                                 | Council                                | GMA Network        |
| 2009             | Sine Novela: Kaya Kong Abutin Ang Langit                     | Clarisse Gardamonte / Clarrisa Rosales | GMA Network        |
| 2009             | SRO Cinemaserye: Rowena Joy                                  | Rowena Joy/RJ                          | GMA Network        |
| 2009             | All About Eve                                                | Nicole Gonzales                        | GMA Network        |
| 2009             | Bubble Gang                                                  | Guest                                  | GMA Network        |
| 2009             | Dear Friend                                                  | Debbie                                 | GMA Network        |
| 2008–2009        | LaLola                                                       | Sera Romina (Special Guest Role)       | GMA Network        |
| 2008             | Obra                                                         | Various Roles                          | GMA Network        |
| 2008             | ESP                                                          | Cassandra                              | GMA Network        |
| 2008             | Joaquin Bordado                                              | Sofia Apacible / Carol Aguila          | GMA Network        |
| 2007             | Impostora                                                    | Lara / Sara Carreon                    | GMA Network        |
| 2007             | Magpakailanman: The Rosa Rosal Story                         | Young Rosa                             | GMA Network        |
| 2007             | Mga Kuwento ni Lola Basyang: Ang Prinsipeng Mahaba ang Ilong | Prinsesa Isabella                      | GMA Network        |
| 2007             | Magpakailanman: Paano Ba Maging Ina? (The Babymaker Story)   | Rebecca                                | GMA Network        |
| 2006             | Atlantika                                                    | Amaya / Cielo                          | GMA Network        |
| 2006             | Sandwichlandia (Fantasy Commercial Series)                   | Tina Tinapay                           | GMA Network        |
| 2006             | Magpakailanman: Mark Tupaz of Shamrock story                 | Mark's Girlfriend                      | GMA Network        |
| 2006             | Encantadia: Pag-Ibig Hanggang Wakas                          | Sanggre Amihan                         | GMA Network        |
| 2005             | Etheria                                                      | Sanggre Amihan                         | GMA Network        |
| 2005             | Encantadia                                                   | Reyna Amihan                           | GMA Network        |
| 2005             | At Your Service: Star Power                                  | Herself - Host                         | QTV                |
| 2005             | 3R (Respect, Relax, Respond)                                 | Herself - Host                         | GMA Network        |
| 2005             | Love To Love: Sweet Exchange                                 | Trisha Rogelio                         | GMA Network        |
| 2004             | Te Amo, Maging Sino Ka Man                                   | Rosela Atilado                         | GMA Network        |
| 2002             | All My Love (Mis tres Hermanas)                              | Liza (Voice)                           | GMA Network        |
| 2001             | Kung Mawawala Ka                                             | Phoebe Valiente                        | GMA Network        |

### Điện ảnh
| Điện ảnh | Điện ảnh                                  | Điện ảnh                  | Điện ảnh            |
| Năm      | Phim                                      | Vai trò                   | Hãng phim sản xuất  |
| -------- | ----------------------------------------- | ------------------------- | ------------------- |
| 2012     | Hysteria                                  | TBA                       | Regal Entertainment |
| 2012     | Mga Mumunting Lihim                       |                           | Cinemalaya          |
| 2011     | Ang Panday 2                              | Maria                     | GMA Films           |
| 2010     | HIV                                       | Ivy                       |                     |
| 2010     | White House                               | Stella/Black Lady/Ella    | Regal Films         |
| 2010     | Working Girls                             | Theresa "Tere" Villanueva | Viva Films          |
| 2009     | Dukot (Desaparecidos)                     | Maricel Salvacruz         |                     |
| 2009     | Ang Panday                                | Maria                     | GMA Films           |
| 2009     | Yaya and Angelina: The Spoiled Brat Movie | Eve                       | GMA Films           |
| 2009     | Bente                                     |                           |                     |
| 2009     | Fuchsia                                   | Sandra                    |                     |
| 2009     | Sundo                                     | cameo role                |                     |
| 2008     | The Echo                                  | Gina                      | Regal Films         |
| 2008     | Desperadas 2                              | Stephanie                 | Regal Films         |
| 2008     | Scaregiver                                | Marsha                    | Viva Films          |
| 2008     | One True Love                             | Bella                     | GMA Films           |
| 2007     | Desperadas                                | Stephanie                 | Regal Films         |
| 2007     | Batanes: Sa Dulo ng Walang Hanggan        | Pam                       |                     |
| 2007     | Ouija                                     | Sandra                    | Viva Films          |
| 2007     | Mona: Singapore Escort                    | Mona                      |                     |
| 2007     | Blackout                                  | Belen                     |                     |
| 2006     | Shake, Rattle & Roll 8                    | Cecille                   | Regal Films         |
| 2006     | Eternity                                  | Milagros                  | Regal Films         |
| 2006     | Moments of Love                           | Divina Buenacer           | GMA Films           |
| 2005     | Mulawin The Movie                         | Reyna Amihan              | GMA Films           |
| 2005     | Ispiritista: Itay, May Moomoo!            | Linda                     |                     |
| 2005     | Pinoy Blonde                              | Yanni                     | Unitel Films        |
| 2004     | Sigaw (The Echo)                          | Anna                      |                     |
| 2004     | Sabel                                     | Jenny                     |                     |
| 2004     | Annie B.                                  | Trisha                    | Viva Films          |
| 2004     | Milan                                     | Mary Grace                | Star Cinema         |

## Giải thưởng và đề cử
| Giải thưởng và đề cử | Giải thưởng và đề cử                                      | Giải thưởng và đề cử                                          |
| Năm                  | Giải thưởng phim                                          | Giải thưởng/Đề cử                                             |
| -------------------- | --------------------------------------------------------- | ------------------------------------------------------------- |
| 2011                 | Metro Manila Film Festival                                | Best New Wave Actress (HIV)                                   |
| 2011                 | Metro Manila Film Festival                                | Female Face of the Night                                      |
| 2011                 | Metro Manila Film Festival                                | SMDC Most Glamorous Stars (alongside Ryan Agoncillo)          |
| 2011                 | 27th Luna Awards(FAP)                                     | Best Supporting Actress(ONE TRUE LOVE 2008)                   |
| 2011                 | Female Network Womanity Awards                            | Nominee under the Entertainment Category                      |
| 2010                 | Enpress Golden Screen Awards                              | Best Actress                                                  |
| 2010                 | PMPC Star Awards                                          | Face of The Night                                             |
| 2010                 | PMPC Star Awards                                          | Best Actress Nominee                                          |
| 2010                 | FHM Philippines 100 Sexiest Women in the World            | Rank #30                                                      |
| 2009                 | PEP Forum Awards                                          | Highly Recommended on Actress of The Year                     |
| 2009                 | YES! Magazine Philippines - 100 Most Beautiful Stars 2009 | Beautiful at Any Age                                          |
| 2009                 | FHM Philippines 100 Sexiest Women in the World            | Rank #36                                                      |
| 2008                 | FHM Philippines 100 Sexiest Women in the World            | Rank #40                                                      |
| 2008                 | 5th Golden Screen Awards                                  | Best Supporting Actress for Blackout                          |
| 2008                 | 24th PMPC for Movies                                      | Movie Supporting Actress of the Year for Ouija Nominee        |
| 2008                 | Asian Model Festival                                      | Model Star Award Winner                                       |
| 2007                 | FHM Philippines Top 100 Sexiest Women in the World        | Rank #55                                                      |
| 2006                 | FHM Philippines Top 100 Sexiest Women in the World        | Rank #40                                                      |
| 2006                 | Nickelodeon’s 2006 Kids’ Choice Awards                    | Pinoy Wannabe Awardee Nomination                              |
| 2006                 | Metro Manila Film Festival                                | Best Actress Nominee                                          |
| 2005                 | 2nd USTv Thomasian Students' Choice Awards                | Students' Choice for Best Actress                             |
| 2005                 | Golden Screen Awards                                      | Breakthrough Performance by an Actress for Milan              |
| 2004                 | 28th Gawad Urian                                          | Pinakamahusay na Pangalawang Aktres (Best Supporting Actress) |
| 2004                 | Guillermo Mendoza Memorial Foundation Awards              | Most Promising Female Actress                                 |
| 2004                 | FHM Philippines Top 100 Sexiest Women in the World        | Rank #65                                                      |
| 2004                 | Metro Manila Film Festival                                | Best Supporting Actress Nomination for the movie Sigaw        |
| 2004                 | Metro Manila Film Festival                                | Best Supporting Actress Nomination for the movie Sabel        |